# عبد الكبير زهود
عبد الكبير زهود (بالإنجليزية: Abdelkebir Zahoud)‏ (و. 1961 – م) هو مهندس، ورجل أعمال من المغرب. هو عضوٌ في حزب الاستقلال.